# Comtat de Trastàmara
El comtat de Trastàmara és un títol nobiliari atorgat el 4 de febrer de 1445 a San Martín de Valdeiglesias pel rei Joan II de Castella, com a títol hereditari, a Pedro Álvarez Osorio. Don Jaime Castellano de la Chica n'és l'actual titular.

## Antecedents
El títol de comte de Trastàmara apareix al segle xi, com un domini feudal al nord de Galícia (Tras-Tamara = més enllà del Tambre, o al nord del Tambre), vassall del rei de Lleó (o del rei de Galícia, segons les èpoques) i associat originalment al llinatge dels Traba. Es tractava d'un dels feus més importants del regne i un dels que proporcionava majors rendes. En un moment donat, s'extingeix la casa de Traba i el títol reverteix en el rei de Lleó (i després, en el sobirà de la Corona de Castella). Durant un temps, els reis van usar aquest títol (i les grans rendes associades) per premiar la fidelitat d'alguns nobles, als quals nomenaven comtes de Trastàmara a títol vitalici, no hereditari, de tal forma que el títol revertia en la corona després de la defunció del comte. És, per exemple, el cas d'Álvar Núñez Osorio, majordom major d'Alfons XI.
Cap a 1340 el rei de Castella Alfons XI atorga el títol de comte de Trastàmara al seu fill bastard Enric. Aquest Enric és el fundador de l'anomenada casa de Trastàmara, un llinatge els membres del qual, finalment, arribarien a ser reis de Castella, Aragó, Navarra, Sicília i Nàpols. S'ha de tenir en compte que, durant la Primera Guerra Civil castellana, el rei Pere va nomenar comte de Trastàmara Fernán Ruiz de Castro (el seu suport més important a Galícia), desposseint el seu germanastre Enric temporalment del títol. Després de la batalla de Montiel, el ja rei Enric nomena comte de Trastàmara el seu nebot Pedro Enríquez de Castilla. El títol roman en el llinatge Enríquez fins que aquest s'extingeix el 1430. Cal tenir en compte que, precisament a causa de l'ascens de la casa de Trastàmara a la corona de Castella, es van produir importants canvis en l'organització feudal de Galícia que van reduir notablement les rendes del comtat de Trastàmara. Finalment, el 4 de febrer de 1445, per privilegi atorgat a Sant Martín de Valdeiglesias, el rei Joan II de Castella nomena comte de Trastàmara a títol hereditari Pedro Álvarez Osorio.

## Comtes de Trastàmara a títol hereditari
- Pedro Álvarez Osorio
- Álvar Pérez Osorio, II comte de Trastàmara (I marquès d'Astorga)
- Pedro Álvarez Osorio, III comte de Trastàmara
- Álvar Pérez Osorio, IV comte de Trastàmara
- Pedro Álvarez Osorio, V comte de Trastàmara
- Álvar Pérez Osorio, VI comte de Trastàmara
- Antonio Pedro Álvarez Osorio, VII comte de Trastàmara
- Alfonso Pérez Osorio Velasco y Herrera, VIII comte de Trastàmara
- Pedro Álvarez Osorio, IX comte de Trastàmara
- Álvar Pérez Osorio, X comte de Trastàmara
- Antonio Pedro Sancho Dávila y Osorio, XI comte de Trastàmara
- Ana Dávila y Osorio, XII condesa de Trastámara
- Melchor de Guzmán y Osorio, XIII comte de Trastàmara
- Ana de Guzmán Osorio y Dávila, XIV condesa de Trastámara
- Ventura Antonio Osorio de Moscoso y Guzmán Dávila y Aragón, XV comte de Trastàmara
- Ventura Osorio de Moscoso y Fernández de Córdoba, XVI comte de Trastàmara
- Vicente Joaquín Osorio de Moscoso y Guzmán, XVII comte de Trastàmara
- Vicente Isabel Osorio de Moscoso y Álvarez de Toledo, XVIII comte de Trastàmara
- Vicente Pío Osorio de Moscoso y Ponce de León, XIX comte de Trastàmara
- José María Osorio de Moscoso y Carvajal-Vargas, XX comte de Trastàmara
- Francisco de Asís Osorio de Moscoso y Borbón, XXI comte de Trastàmara
- Francisco de Asís Osorio de Moscoso y Jordán de Urriés, XXII comte de Trastàmara
- Francisco Javier Osorio de Moscoso y Reynoso, XXIII comte de Trastàmara
- María del Perpetuo Socorro Osorio de Moscoso y Reynoso, XXIV condesa de Trastámara
- María Blanca Barón y Osorio de Moscoso, XXV condesa de Trastámara
- Rafael Castellano y Barón, XXVI comte de Trastàmara
- Jaime Castellano y de La Chica, XXVII comte de Trastàmara